# Zacatla, Ixtaczoquitlán
Zacatla är en ort i Mexiko.   Den ligger i kommunen Ixtaczoquitlán och delstaten Veracruz, i den sydöstra delen av landet, 230 km öster om huvudstaden Mexico City. Zacatla ligger 1 045 meter över havet och antalet invånare är 185.
Terrängen runt Zacatla är huvudsakligen kuperad, men västerut är den bergig. Runt Zacatla är det ganska tätbefolkat, med 100 invånare per kvadratkilometer. Närmaste större samhälle är Córdoba, 15,5 km nordost om Zacatla. I omgivningarna runt Zacatla växer i huvudsak städsegrön lövskog.